# Есин (хутор)
Есин — хутор в Палласовском районе Волгоградской области, в составе Кайсацкого сельского поселения.
Население - 110 (2010)

## История
С 1928 года хутор — в составе Кайсацкого сельсовета Николаевского района Камышинского округа (округ упразднён в 1930 году) Нижневолжского края (с 1934 года — Сталинградский край). В 1935 году Кайсацкий сельсовет включён в состав Кайсацкого района (с 1936 года — район в составе Сталинградской области). В 1950 году в связи с упразднением Кайсацкого района хутор в составе Кайсацкого сельсовета передан Палласовскому району.

## Физико-географическая характеристика
Хутор расположен в степи, в пределах бессточной области на севере Прикаспийской низменности, на высоте около 28 метров над уровнем моря, восточнее Джаныбекской ветви Палласовского канала. В окрестностях распространены солонцы луговатые (полугидроморфные), а также светло-каштановые солонцеватые, солончаковые и лугово-каштановые почвы. Ландшафт местности суббореальный континентальный, полупустынный, морской аккумулятивный. Для данного типа ландшафта характерны плоские, реже волнистые равнины, с редкими балками, озёрными и солончаковыми котловинами, с полынно-типчаково-ковыльными и полынно-типчаковыми степями с участками сельскохозяйственных земель.
У хутора проходит автодорога Палласовка - Эльтон. По автомобильным дорогам расстояние до административного центра сельского поселения села Кайсацкое составляет 11 км, до районного центра города Палласовка - 50 км, до областного центра города Волгоград - около 250 км.
Часовой пояс
Есин, как и вся Волгоградская область, находится в часовой зоне МСК (московское время). Смещение применяемого времени относительно UTC составляет +3:00.

## Население
Динамика численности населения по годам:
| 1987 | 2002 |
| ---- | ---- |
| ≈200 | 180  |

| 2010 |
| ---- |
| 110  |